# کریس هارمن
کریس هارمن، متولد نوامبر ۱۹۴۲، نویسندهٔ مارکسیست، فعال سیاسی و عضو کمیته مرکزی حزب سوسیالیست کارگری بریتانیا بود. کتاب‌ها و مقالات چندی از وی به فارسی نیز ترجمه شده‌است. هارمن در سال ۲۰۰۹ در سن ۶۶ سالگی درگذشت.